# Leuconitocris basilewskyi
Leuconitocris basilewskyi é uma espécie de escaravelho da família Cerambycidae.  Foi descrito por Stephan von Breuning em 1955.